# ソガシイナ
ソガシイナ（1985年9月26日 - ）は、日本の漫画家、イラストレーター。別ペンネームは蘇我紫菜（読みは同じ）。血液型A型。

## 人物
福岡県在住。2008年、『NECROMANCER』で第9回少年シリウス新人賞に準入選しデビュー。月刊少年シリウス（講談社）2009年5月号から同作の連載を開始。コミックブレイド（マッグガーデン）で『学園さいこぱす』を連載していた。民族音楽と「羊なもの」が好きという。

## 作風
受賞作『NECROMANCER』は「巧みなネームでドラマティックな展開」「スタイリッシュな絵柄」「陰鬱な読後感」と評された。2013年より雑誌『COMIC@LOID』で『拷問塔は眠らない〜道化師の章〜』の連載を開始。インタビューでソガは「（痛みや悲しみに寄り添う）愛情や想い…（は）真っ暗闇の中でしかその存在の大きさを感じ取る事は出来ません。…「拷問」というテーマを真正面から描き、その中で揺れ動くキャラクター達を描きたい」と述べた。

## 作品リスト
- NECROMANCER（2009年 - 2011年、講談社、シリウスKC、全4巻）
- 小国のアルタイルさん（2013年、原作：カトウコトノ、講談社、シリウスKC、全1巻） -『将国のアルタイル』のスピンオフ作品
- 拷問塔は眠らない〜道化師の章〜（2014年、原作：mothy_悪ノP、キャラクターデザイン：マルイノ、電撃コミックスNEXT、全1巻）
- 学園さいこぱす（2014年 - 2017年、マッグガーデン、ブレイドコミックス、全3巻） - アニメ『PSYCHO-PASS サイコパス』のスピンオフ作品
- 旧約Märchen（2015年 - 2023年、講談社『月刊少年シリウス』2015年9月号[5] - 2018年2月号、 - 2019年2月号、2022年1月号[6] - 2023年6月号[7]、講談社キャラクターズA、全3巻） -  『Marchen』のコミカライズ作品

## 雑誌
- ソガシイナ他 (2012-04-26). “将国の!（将国のアルタイル4コマアンソロジー）”. 月刊少年シリウス6月号 (講談社).